# Belcrum

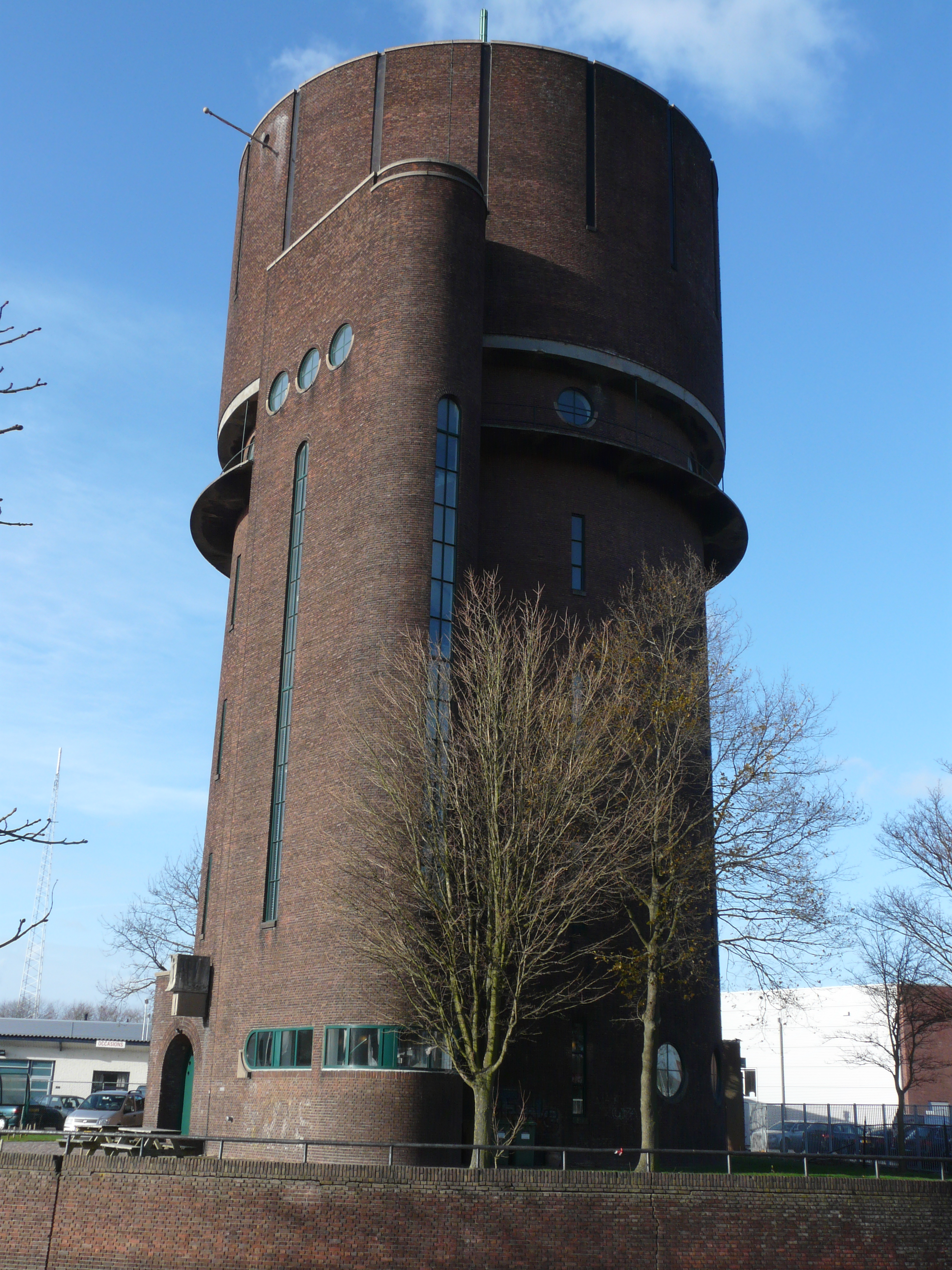
Watertoren

Belcrum is een wijk in Breda-Noord binnen de gemeente Breda. De wijk grenst aan het centrum en ligt direct aan de achterzijde van station Breda. Aan de noordzijde ligt industrieterrein Krogten. Het is het oudste gedeelte van Breda-Noord. In de jaren 30 van de 20e eeuw werd begonnen met de opbouw van deze wijk.
De woonwijk bestaat voornamelijk uit laagbouw. De Belcrumhaven bij de Veilingkade met de watertoren is vlakbij. Er is een gemeenschapshuis 'de Belcrum' en een basisschool 'de Spoorzoeker' bij het Pastoor Potterplein. Bij het gemeenschapshuis staat een oorlogsmonument, een Heilig Hartbeeld uit 1952. De Speelhuislaan was altijd, en is nu nog een belangrijke doorgaande straat.
In het plan CrossMark Breda speelt de Belcrum ook een rol. Er komt een nieuwe woonwijk Havenkwartier in de omgeving van de Belcrumhaven. Inmiddels is een doorgaande route naar het station - de Stationslaan - gerealiseerd.

## Naam
De polder werd vernoemd naar een van de rivierduinen of ‘donken’ aan de rivier de Mark, de Belcrumberg met het Belcrumbosch. Een vroegere aanduiding ‘Belkenaemsche Berg’ werd al vermeld in 1359. In 1377 wordt Belcrum genoemd als Belkenhem. In 1463 wordt de locatie als Belckeren weergegeven (Opten aert nabij de Belcrumberghe), in 1463 was het Achter den aert tot Belckeren. Vanaf de 18e-19e eeuw spreekt men van "Belcrumpolder", het "Belcrumkwartier", en de "Polder".
De naam ‘Belcrum’ is te herleiden tot ‘Belken Heem’ uit de Frankische tijd (ongeveer 9e eeuw na Chr.) en betekent mogelijk zoiets als ‘een woonplaats bij een gesloten omheining’. De herkomst van de naam is echter niet geheel duidelijk, en wellicht gaat het eerder om de woonplaats ('heem') van een persoon/familie 'Belking'. Een andere veronderstelling is dat het te maken heeft met een balkbrug.

## Geschiedenis
In 1620 werd in opdracht van Prins Maurits in Belcrum in het Belcrumbos een jachtslot gebouwd, Het Speelhuis. Het stond op een heuvel waar veel konijnen zaten en werd de "Konijnenberg" genoemd. Vandaar ook de straatnaam "Konijnenberg". Het Belcrumbos werd in 1624 verwijderd en twee eeuwen later werd "Het Speelhuis" gesloopt. Het gebied Belcrum behoorde eerst niet tot Breda, maar in 1921 probeerde Breda de Belcrumpolder tot onderdeel van de gemeentegrond te maken.

## Cultuur

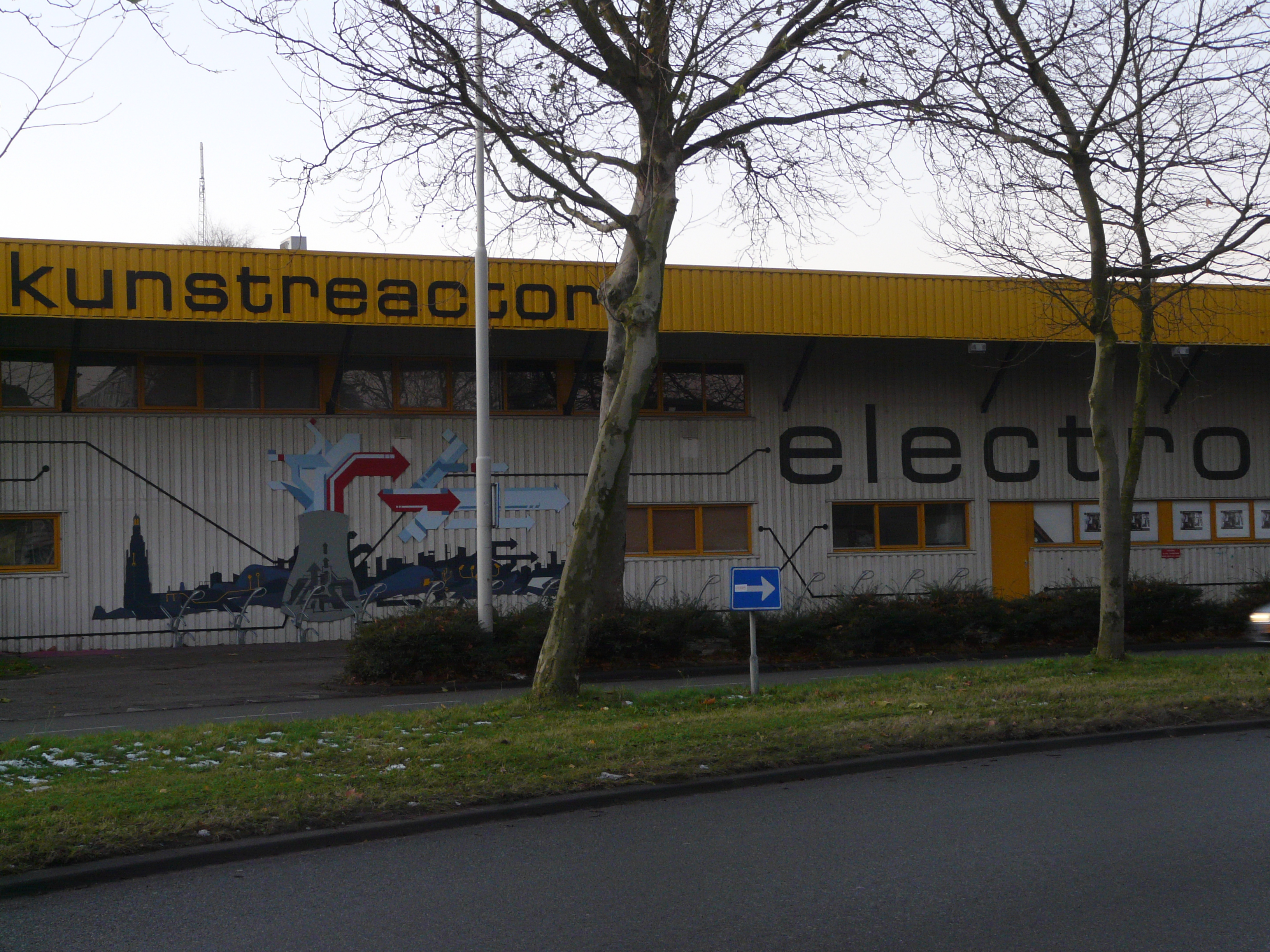
Kunstreactor Electron

Op de hoek van de Speelhuislaan is het kunstenaarscentrum Kunstreactor Electron met onder andere FabLab Breda en Kunstenaars Ontwikkel Platform gevestigd. Op de Speelhuislaan bevindt zich podium en theaterwerkplaats PodiumBloos. Aan de Industriekade is The Loads gevestigd.

## Verkeer en vervoer
Belcrum ligt tussen de Crogtdijk en de Academiesingel. Stadsbuslijn 3 tussen Nieuw Wolfslaar en de Haagse Beemden van Arriva komt door Belcrum.

## Galerij

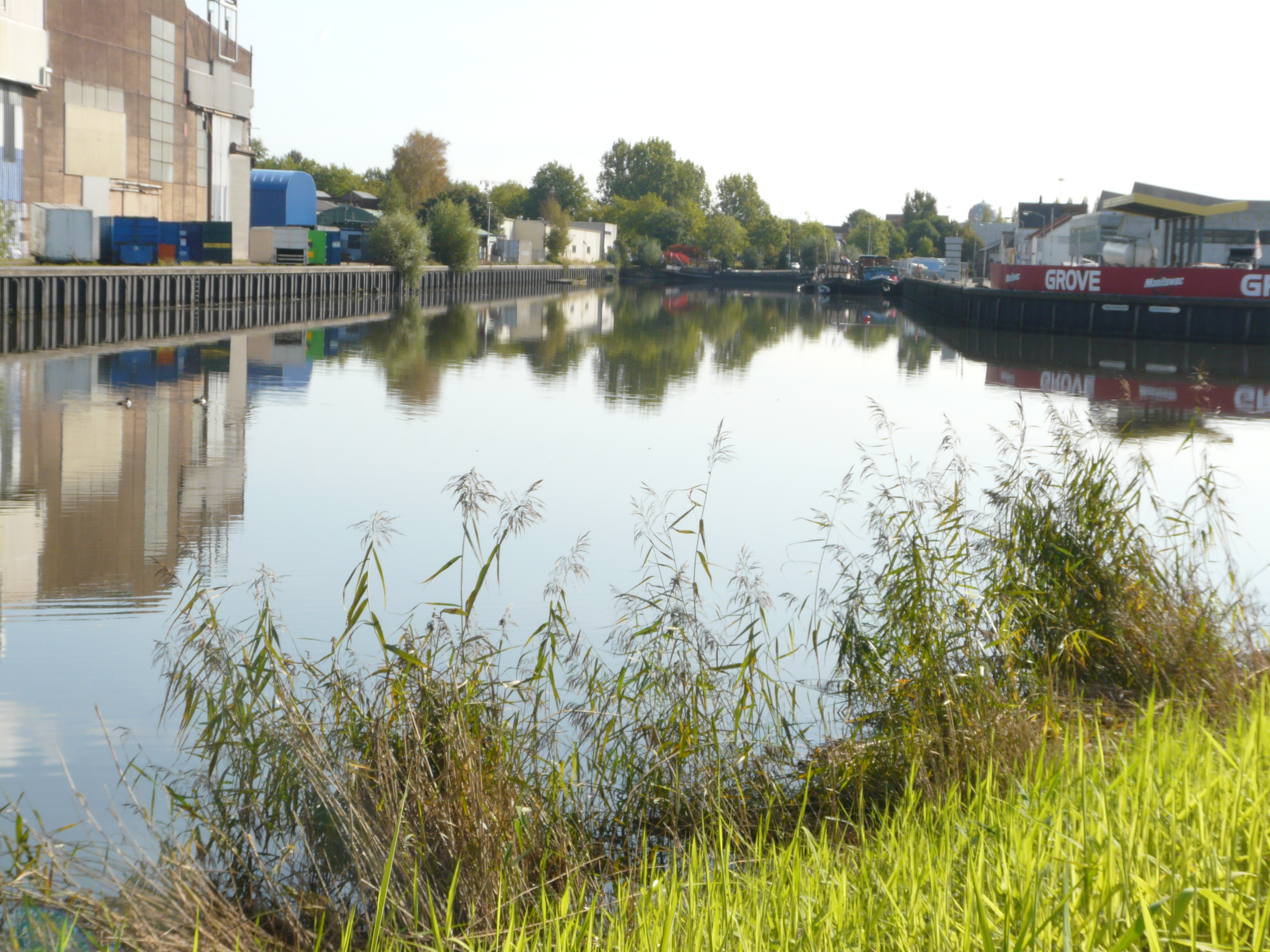
Belcrumhaven
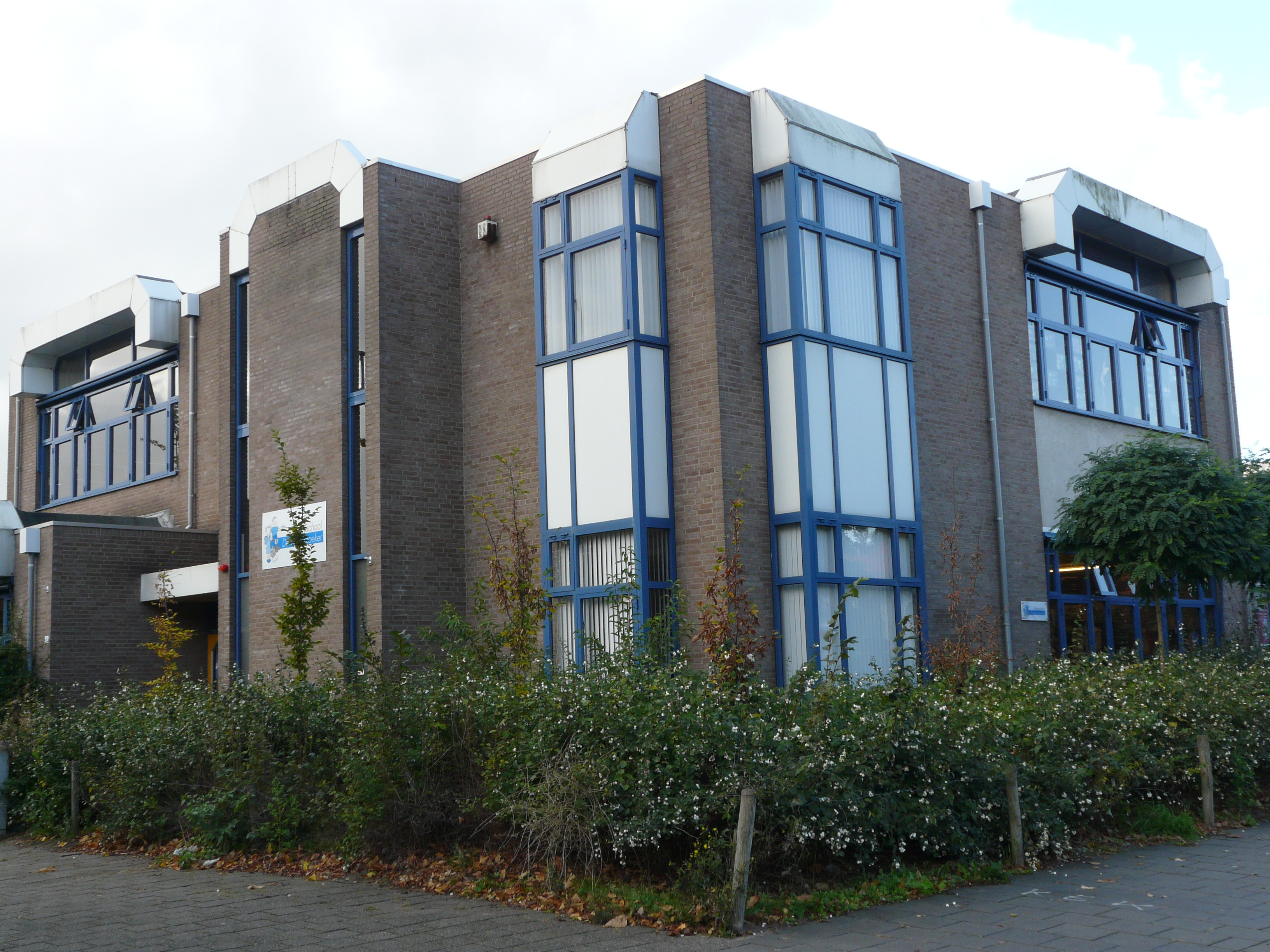
Basisschool de Spoorzoeker
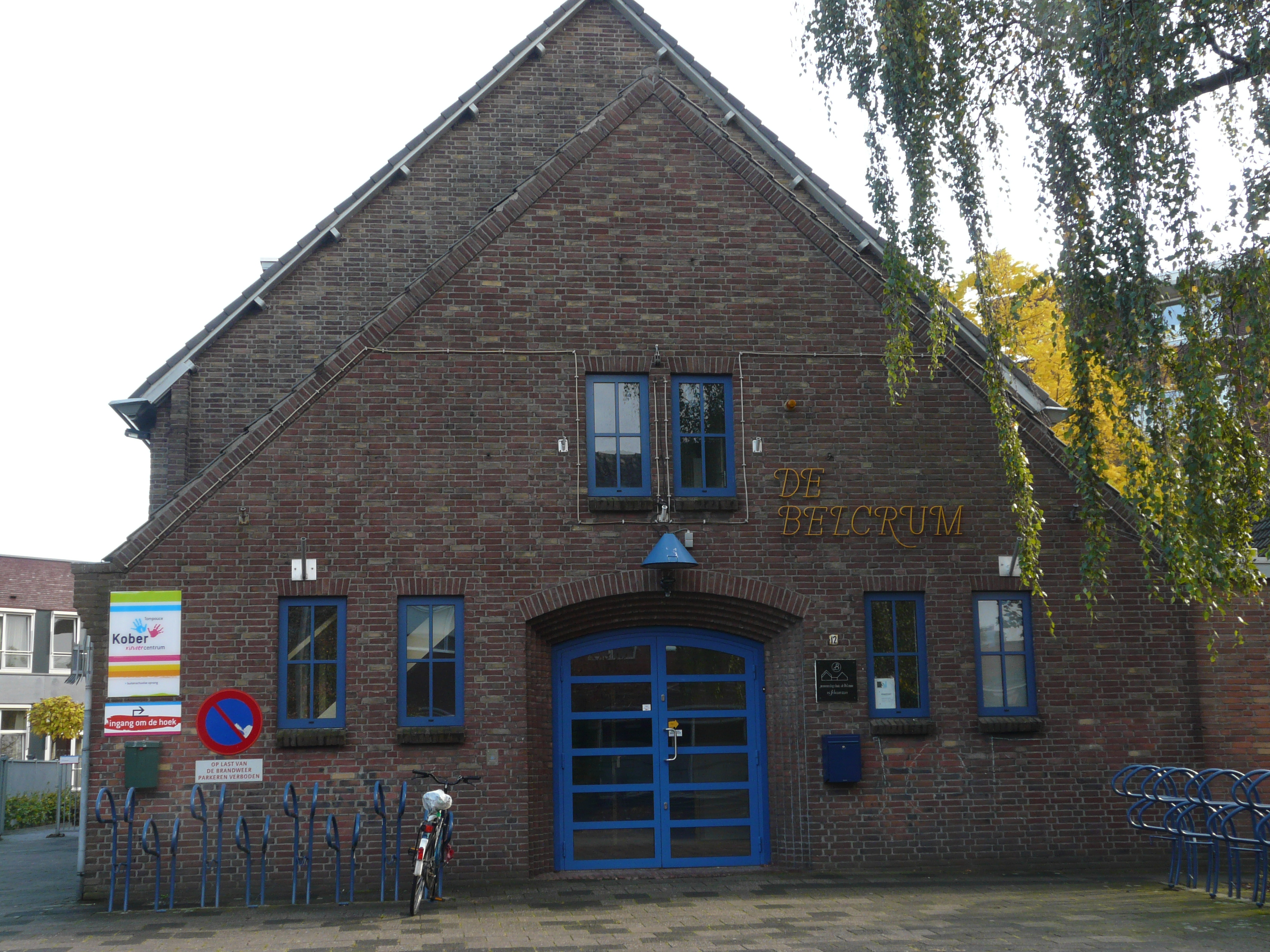
Gemeenschapshuis de Belcrum
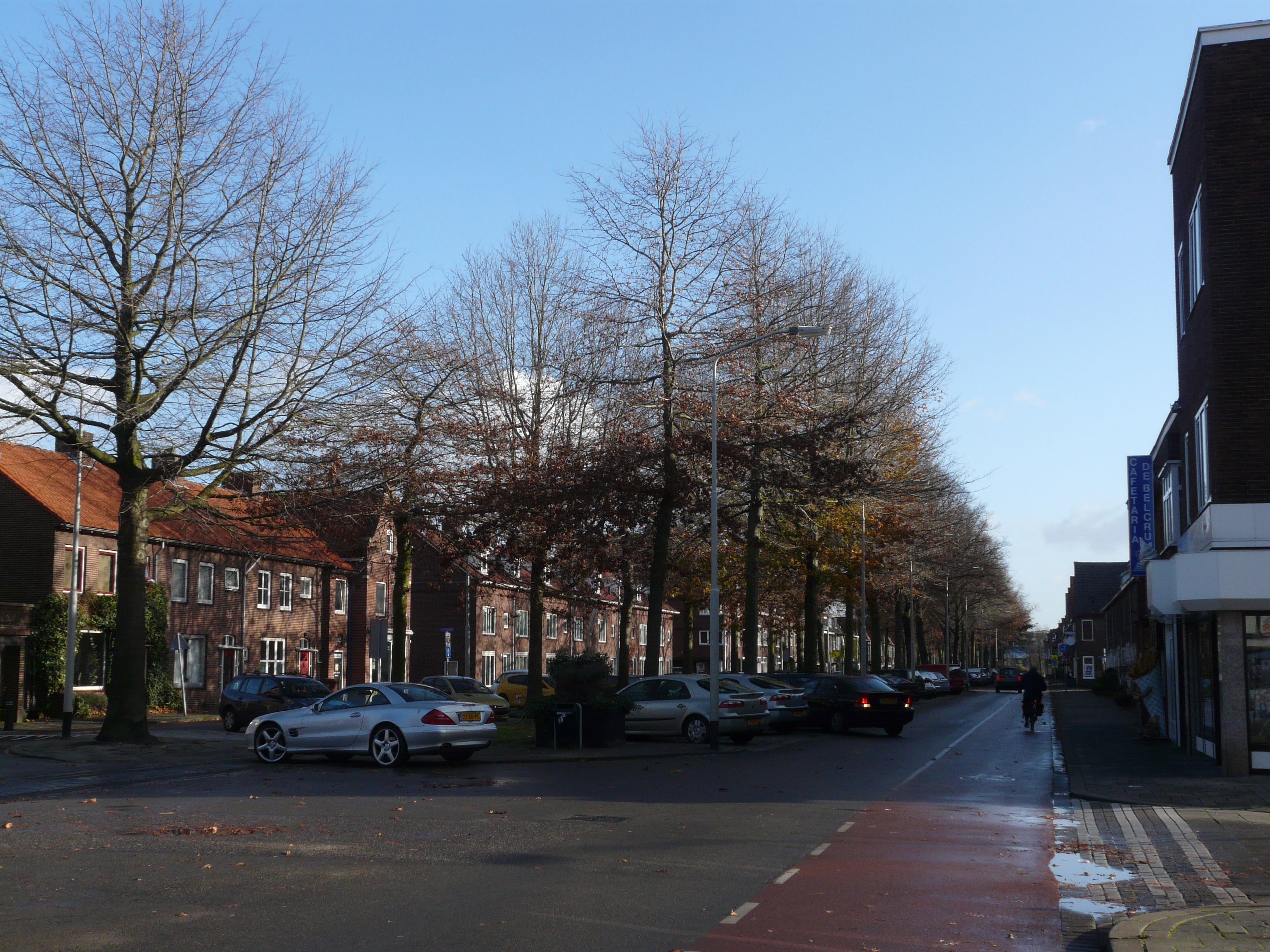
Speelhuislaan
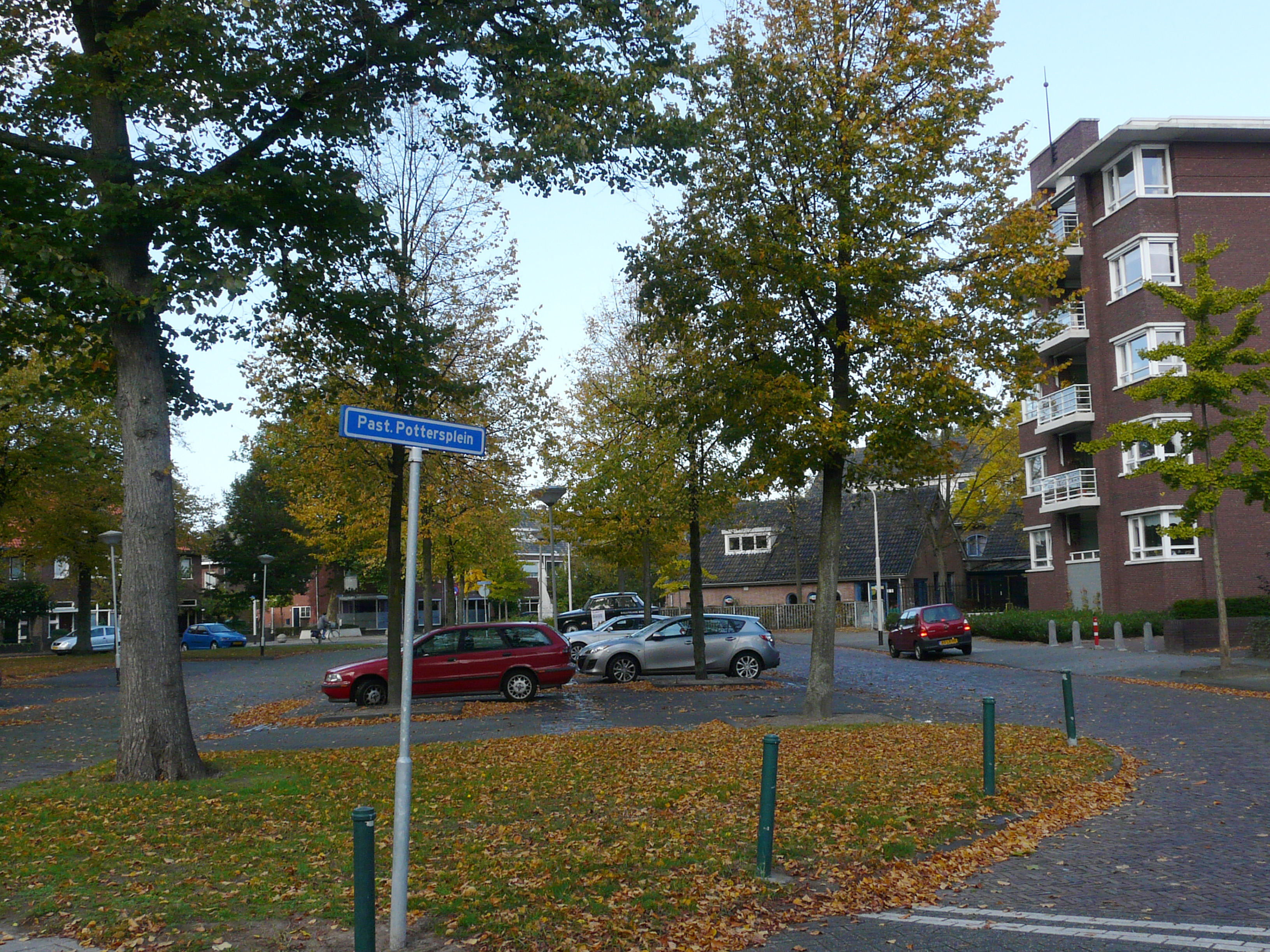
Pastoor Potterplein
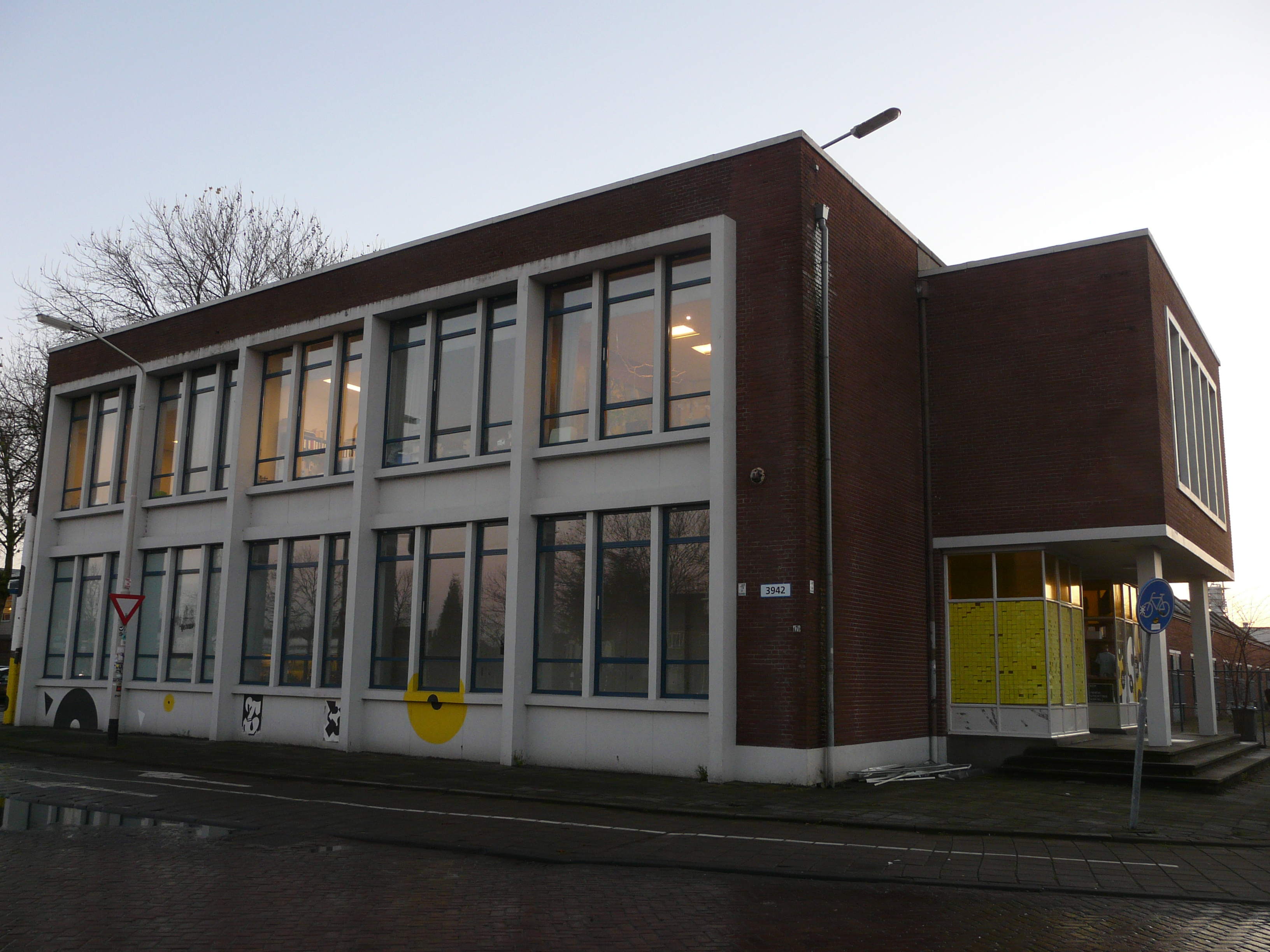
Kunstenaars Ontwikkel Platform (KOP)